# Czerwona linia 7000
Czerwona linia 7000, tytuł oryginalny Red Line 7000 – amerykański film akcji w reżyserii Howarda Hawksa, którego premiera odbyła się 9 listopada 1965 roku.

## Obsada
Źródło: Rotten Tomatoes

- James Caan – Mike
- Laura Devon – Julie
- Marianna Hill – Gabrielle
- Gail Hire – Holly
- Charlene Holt – Lindy Bonaparte
- John Robert Crawford – Ned Arp
- Skip Ward – Dan McCall
- Norman Alden – Pat Kazarian
- George Takei – Kato
- Carol Connors – piosenkarka

## Produkcja
Budżet filmu wyniósł 2,4 miliona dolarów.